# 凯莉·巴恩斯
凯莉·巴恩斯（英語：Kelly Barnes，？—），澳大利亚女子游泳运动员。她曾代表澳大利亚参加1992年夏季残疾人奥林匹克运动会游泳比赛，获得二枚银牌。她也曾参加1994年英联邦运动会。